# Deutsche Meisterschaften im Eiskunstlaufen 2024

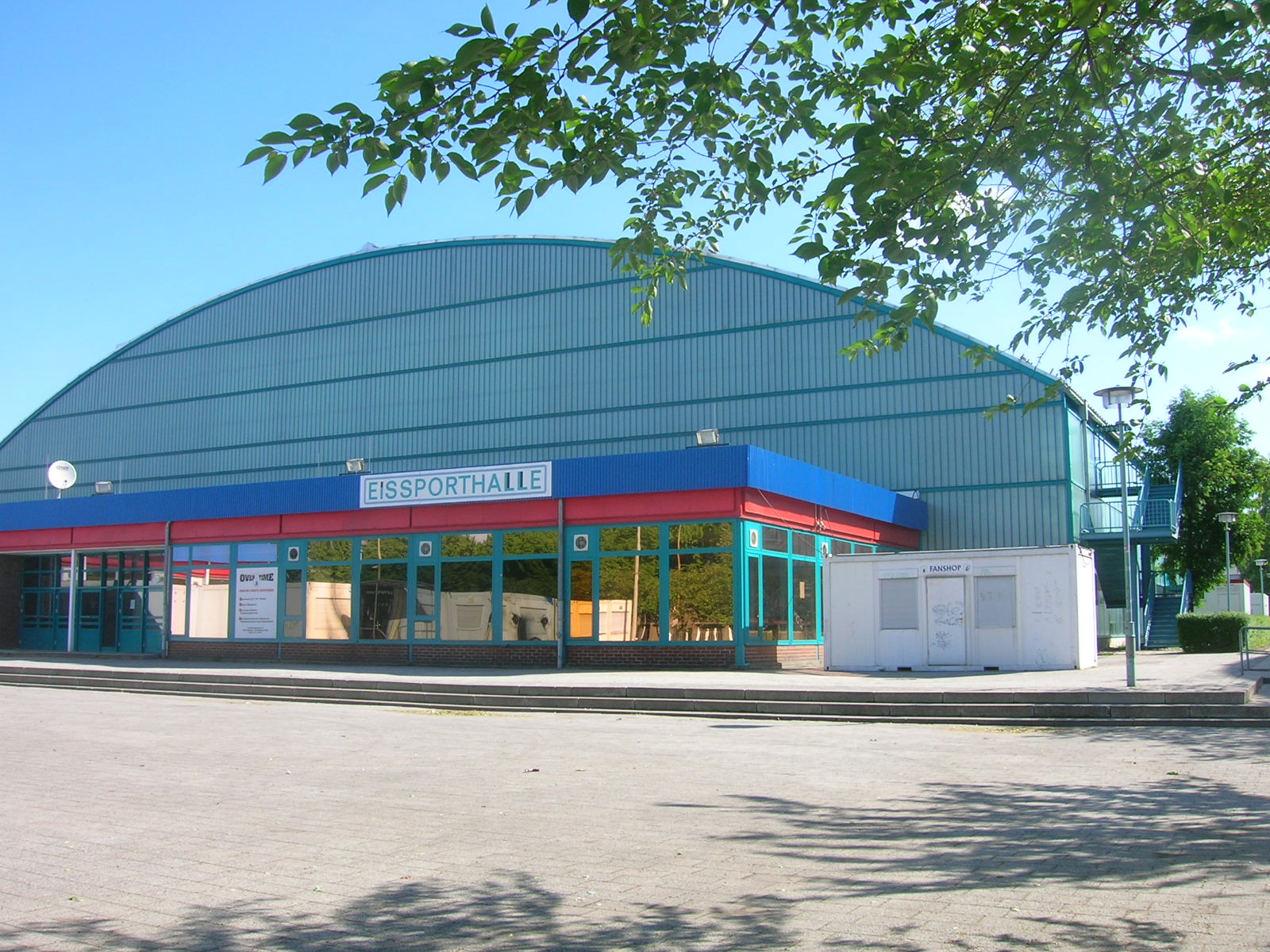
Wellblechpalast

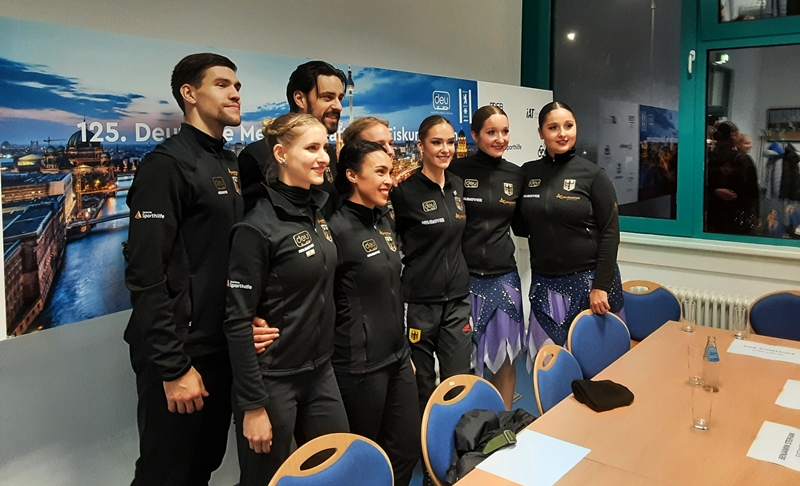
Gruppenfoto bei der Pressekonferenz der Sieger der Meisterklasse. Von links nach rechts:
Minerva-Fabienne Hase/Nikita Andrejewitsch Wolodin – Jennifer Janse van Rensburg/Benjamin Steffan – Kai Jagoda – Kristina Isaev – Team Berlin 1.

Die 125. Deutschen Meisterschaften im Eiskunstlaufen 2024 fanden vom 14. bis 16. Dezember 2023 im Wellblechpalast im Sportforum Berlin im Berliner Ortsteil Alt-Hohenschönhausen des Bezirks Lichtenberg statt. Eigentlich sollten die Deutschen Meisterschaften im Erika-Heß-Eisstadion stattfinden, weil das Eisstadion seit Anfang, Mitte März 2023 wegen diverser Mängel in der Kälteanlage von der Senatsverwaltung geschlossen wurde, wurden sie innerhalb Berlins verlegt. Der Veranstalter war die Deutsche Eislauf-Union und Ausrichter war der Berliner Eissport-Verband.

## Programm und Zeitplan
| Datum             | Uhrzeit               | Wettkampf |
| ----------------- | --------------------- | --- |
| Do., 14. Dezember | 15:30 Uhr – 16:30 Uhr | Training |
| Do., 14. Dezember | 17:00 Uhr             | Wettbewerbe Nachwuchs Eistanzen Int. (Pflt.) Nachwuchs Eistanzen (Pflt.) |
| Fr., 15. Dezember | 08:30 Uhr – 13:40 Uhr | Training, Wettbewerbshalle & Trainingshalle (Paul-Heyse) |
| Fr., 15. Dezember | 14:00 Uhr             | Wettbewerbe Nachwuchs Eistanzen Int. (Kürtanz) Nachwuchs Eistanzen (Kürtanz) Junioren Eistanzen (RD) Nachwuchs Paarlaufen (Kurz) Junioren Paarlaufen (Kurz) Nachwuchs SYS (Kür) Junioren SYS (Kurz)                                                            |
| Fr., 15. Dezember | 18:00 Uhr             | Eröffnung |
| Fr., 15. Dezember | 18:30 Uhr             | Wettbewerbe Meisterklasse Eistanzen (RD) Meisterklasse Damen (Kurz) Meisterklasse Paarlaufen (Kurz) Meisterklasse Herren (Kurz) Meisterklasse SYS (Kurz) |
| Sa., 16. Dezember | 06:50 Uhr – 10:40 Uhr | Training, Wettbewerbshalle & Trainingshalle (Paul-Heyse) |
| Sa., 16. Dezember | 11:00 Uhr             | Wettbewerbe Junioren Eistanzen (Kürtanz) Nachwuchs Paarlaufen (Kür) Junioren Paarlaufen (Kür) Junioren SYS (Kür) Meisterklasse Eistanzen (Kürtanz) Meisterklasse Herren (Kür) Meisterklasse Damen (Kür) Meisterklasse Paarlaufen (Kür) Meisterklasse SYS (Kür) |
| Sa., 16. Dezember | 17:00 Uhr – 18:15 Uhr | Training Gala |
| Sa., 16. Dezember | 18:45 Uhr             | Wettbewerbshalle Siegerehrung Meisterklasse |
| Sa., 16. Dezember | 19:00 Uhr             | Schaulaufen |

## Ergebnisse

### Nachwuchsklasse Eistanz International
| Platz | Team                                                    | Foxtrott   | Europäischer Waltzer | Kürtanz    | Gesamt |
| ----- | ------------------------------------------------------- | ---------- | -------------------- | ---------- | ------ |
| 1     | Warunya Katharina Salenbauch Paiboon Hermann Salenbauch | 18.87 (1.) | 19.30 (1.)           | 29.48 (2.) | 67.65  |
| 2     | Laura Alexis Leisten Marius Göbel                       | 16.34 (2.) | 15.92 (2.)           | 29.68 (1.) | 61.94  |
| 3     | Victoria Abt Alexander Müller                           | 14.03 (4.) | 15.11 (3.)           | 26.68 (3.) | 55.82  |
| 4     | Lena Boensch Lorenz Klaholz                             | 14.26 (3.) | 13.13 (4.)           | 25.88 (4.) | 53.27  |
| 5     | Daria Gorjatschew Luis Nothard                          | 13.76 (5.) | 13.08 (5.)           | 24.48 (5.) | 51.32  |

### Nachwuchsklasse Eistanz
| Platz | Team                      | Rocker Foxtrott | Starlight Waltz | Kürtanz    | Gesamt |
| ----- | ------------------------- | --------------- | --------------- | ---------- | ------ |
| 1     | Enikö Kobor Zoard Kobor   | 31.62 (1.)      | 30.68 (1.)      | 52.61 (1.) | 114.91 |
| 2     | Mia Gibbesch Lias Luft    | 23.80 (3.)      | 27.73 (2.)      | 39.72 (3.) | 91.25  |
| 3     | Rika Unruh Artyom Sladkov | 24.20 (2.)      | 24.60 (3.)      | 41.17 (2.) | 89.97  |

### Nachwuchsklasse Paare
| Platz | Team                       | Kurz       | Kür        | Gesamt |
| ----- | -------------------------- | ---------- | ---------- | ------ |
| 1     | Sophie Krebs Ilia Trofymov | 23.74 (1.) | 45.12 (1.) | 68.86  |

### Nachwuchsklasse Synchron
| Platz | Team               | Kür        | Gesamt |
| ----- | ------------------ | ---------- | ------ |
| 1     | Team Berlin Novice | 48.29 (1.) | 48.29  |

### Juniorenklasse Eistanz
| Platz | Team                                   | Rhythmustanz | Kürtanz     | Gesamt |
| ----- | -------------------------------------- | ------------ | ----------- | ------ |
| 1     | Darya Beatrice Grimm Michail Savitskiy | 71.64 (1.)   | 104.18 (1.) | 175.82 |
| 2     | Lilia Schubert Nikita Remeshevskiy     | 56.77 (2.)   | 85.58 (3.)  | 142.35 |
| 3     | Alexia Kruk Jan Eisenhaber             | 52.58 (4.)   | 86.22 (2.)  | 138.80 |
| 4     | Mia Lee Mayer Davide Calderari         | 53.96 (3.)   | 80.79 (4.)  | 134.75 |
| 5     | Alexandra Lomov Tobias Bucholz         | 32.78 (5.)   | 52.52 (5.)  | 85.30  |

### Juniorenklasse Synchron
| Platz | Team                       | Kurz       | Kür        | Gesamt |
| ----- | -------------------------- | ---------- | ---------- | ------ |
| 1     | Team Skating Graces Junior | 43.71 (1.) | 76.23 (2.) | 119.94 |
| 2     | Team Berlin Juniors        | 34.96 (2.) | 76.88 (1.) | 111.84 |
| 3     | Team Munich Destiny        | 30.09 (3.) | 52.24 (3.) | 82.33  |

### Juniorenklasse Paare
| Platz | Team                                | Kurz       | Kür        | Gesamt |
| ----- | ----------------------------------- | ---------- | ---------- | ------ |
| 1     | Sonja Löwenherz Robert Löwenherz    | 44.79 (1.) | 77.51 (1.) | 122.30 |
| 2     | Aliyah Ackermann Tobija Harms       | 39.86 (2.) | 73.96 (2.) | 113.82 |
| 3     | Anastasia Steblyanka Lukas Gneiding | 39.84 (3.) | 69.28 (3.) | 109.12 |

### Meisterklasse Herren
| Platz | Team             | Kurz       | Kür         | Gesamt |
| ----- | ---------------- | ---------- | ----------- | ------ |
| 1     | Kai Jagoda       | 69.67 (1.) | 134.84 (1.) | 204.51 |
| 2     | Nikita Starostin | 65.61 (2.) | 133.33 (2.) | 198.94 |
| 3     | Denis Gurdzhi    | 59.69 (3.) | 109.35 (3.) | 169.04 |
| 4     | Lotfi Sereir     | 53.04 (4.) | 98.67 (4.)  | 151.71 |
| 5     | Tim England      | 50.63 (5.) | 98.60 (5.)  | 149.23 |

### Meisterklasse Damen
| Platz | Team            | Kurz       | Kür         | Gesamt |
| ----- | --------------- | ---------- | ----------- | ------ |
| 1     | Kristina Isaev  | 47.25 (1.) | 111.48 (1.) | 158.73 |
| 2     | Sarah Pesch     | 46.20 (2.) | 89.48 (2.)  | 135.68 |
| 3     | Hanna Keiß      | 37.79 (3.) | 84.76 (3.)  | 122.55 |
| 4     | Elisabeth Jäger | 35.52 (4.) | 68.75 (4.)  | 104.27 |

### Meisterklasse Eistanz
| Platz | Team                                         | Rhythmustanz | Kürtanz     | Gesamt |
| ----- | -------------------------------------------- | ------------ | ----------- | ------ |
| 1     | Jennifer Janse van Rensburg Benjamin Steffan | 70.67 (1.)   | 114.82 (1.) | 185.49 |
| 2     | Charise Matthaei Max Liebers                 | 64.40 (2.)   | 106.36 (2.) | 170.76 |
| 3     | Karla Maria Karl Kai Hoferichter             | 57.91 (3.)   | 96.41 (3.)  | 154.32 |

### Meisterklasse Paare
| Platz | Team                                               | Kurz       | Kür         | Gesamt |
| ----- | -------------------------------------------------- | ---------- | ----------- | ------ |
| 1     | Minerva-Fabienne Hase Nikita Andrejewitsch Wolodin | 77.38 (1.) | 141.39 (1.) | 218.77 |
| 2     | Janne Salatzki Lukas Röseler                       | 44.72 (2.) | 83.97 (2.)  | 128.69 |

### Meisterklasse Synchron
| Platz | Team                       | Kurz       | Kür         | Gesamt |
| ----- | -------------------------- | ---------- | ----------- | ------ |
| 1     | Team Berlin 1              | 55.96 (1.) | 127.09 (1.) | 183.05 |
| 2     | Team United Angels         | 52.15 (3.) | 109.20 (2.) | 161.35 |
| 3     | Team Skating Graces Senior | 54.11 (2.) | 103.42 (3.) | 157.53 |